# Micranthes engleri
Micranthes engleri är en stenbräckeväxtart som först beskrevs av Dalla Torre, och fick sitt nu gällande namn av Galasso, Banfi och Soldano. Micranthes engleri ingår i släktet rosettbräckor, och familjen stenbräckeväxter. Inga underarter finns listade i Catalogue of Life.